# Eugeniu Rebenja
Eugeniu Rebenja (Tiraspol, 5 marzo 1995) è un calciatore moldavo, attaccante del Florești.

## Palmarès

### Club

#### Competizioni nazionali
- Coppa di Moldavia: 2

Sheriff Tiraspol: 2014-2015, 2016-2017
- Supercoppa di Moldavia: 2

Sheriff Tiraspol: 2015, 2016
- Campionato moldavo: 2

Sheriff Tiraspol: 2015-2016, 2016-2017